# Laurentius Staffander
Laurentius Staffander, född 1644 i Fellingsbro, död 1697, var rector cantus vid Västerås gymnasium.

## Biografi
Laurentius Staffander, ursprungligen Nessenius, föddes i Fellingsbro 1644. Härkomst okänd. 1668 lämnade han i Västerås gymnasium och i december 1669 inskrevs han vid Uppsala universitet som Laurentius Stephani Nessenius, Västmanlänning. Han var där musikstipendiat från 1671 under directores cantus Carolus Petri Wallin och Harald Vallerius och när han 1677 återvände till Västerås medförde han intyg av Olof Rudbeck den äldre att han deltagit i musikensemblen en god tid. Han deltog även som musiker vid Karl XI:s kröning i domkyrkan i Uppsala 1675. Han blev konstituerad rector cantus vid Västerås gymnasium 23 augusti 1677, ordinarie 1678. Han prästvigdes 1681 och avled som ogift 1687. Staffander hade en god röst men vid instrumentalundervisningen fick han mot ersättning ta hjälp av djäknen och sedermera studenten i Uppsala Laurentius Laurzelius